# Njen
Die Sprache Njen (ISO 639-3; auch nyen und nzin genannt) ist eine vom Aussterben bedrohte bantoide Sprache im Kamerun und wird von nur noch 1.800 Personen in der Region Nordwest in der Ortschaft Njen gesprochen.
Klassifiziert innerhalb der eigentlichen Graslandsprachen zählt es zur Untergruppe Momo.